# Crooked Creek (Virginia Occidental)
Crooked Creek es un área no incorporada ubicada dentro del Distrito Central, una división civil menor del condado de Logan (Virginia Occidental), Estados Unidos. Está catalogada como un asentamiento humano por la Junta de Nombres Geográficos de los Estados Unidos.

## Identificador
El número de identificación asignado por el Sistema de Información de Nombres Geográficos es 1554226.

## Geografía
Se encuentra a una altitud de 210 metros sobre el nivel del mar (689 pies) según el conjunto de datos de elevación nacional.